# Aculeola nigra
El quelvacho tizón o tollo negro (Aculeola nigra) es un escualiforme poco conocido, y el único miembro del género Aculeola.
El espécimen tipo se conserva en el Museo Nacional de Historia Natural de Santiago de Chile. 
Esta especie se encuentra en la categoría Casi Amenazada (NT).

## Morfología
El quelvacho tizón tiene un hocico chato, ojos muy grandes, una distancia relativamente grande desde el ojo hasta la primera abertura branquial, pequeñas espinas dorsales, una primera aleta dorsal a medio camino entre la aleta pectoral y la aleta pélvica, y una aleta caudal amplia. Es de color negro con una longitud máxima de 67 cm.

## Distribución
Habita en el Pacífico suroriental, a lo largo de la costa de Sudamérica desde Perú hasta el centro de Chile.

## Comportamiento y Reproducción
Este tiburón es poco conocido pero común, y habita a profundidades de entre 110 y 560 m. Alcanza una longitud total (LT) de 67cm. Los machos maduran sexualmente entre los 38-42cm (LT). Mientras que las hembras lo hacen entre los 39-52 cm. Son vivíparos placentarios, con una puesta de 3-19 crías (10 en promedio), y al nacer éstas pueden medir entre 13-17cm (LT).